# Сражение при Сольноке (1849)
Сражение при Сольноке (венг. Szolnoki csata) — одно из сражений Войны за независимость Венгрии 1848—1849 годов, в котором 5 марта 1849 года дивизия Яноша Дамьянича нанесла поражение частям австрийской армии.
Согласно плану венгерского главнокомандующего генерал-лейтенанта Хенрика Дембинского задачей 6-й дивизии генерал-майора Кароя Вечея и 8-й дивизии генерал-майора Яноша Дамьянича было атаковать вражеский плацдарм у Сольнока и, продолжая наступление, привлечь внимание главнокомандующего противника Виндишгреца, в то время как главная венгерская армия двинулась бы на Будапешт. Однако этот план был сорван поражением при Капольне 26-27 февраля. Но план наступления на Сольнок никто не отменял.
Операция против Сольнока началась второго марта. Атака велась с двух направлений: войска Вечея наступали от Тёрёксентмиклоша, а части Дамьянича наступали у Чибахазы. Более того, чтобы обмануть австрийцев, небольшой отряд также переправился через Тису у Чонграда.
Дивизия генерала Дамьянича переправилась через реку на рассвете пятого марта. После переправы венгры сформировали боевой порядок между Тисаварконем и Тосегом и направились на север против австрийской бригады Каргера, дислоцированной в Сольноке. Сильный туман, покрывавший местность, способствовал операции.
Генерал Леопольд Каргер заметил венгерскую атаку только около семи утра и слишком поздно предупредил свои войска. Используя приём, считавшийся современным в то время, имперский командир отправил по железной дороге курьера за помощью к генерал-лейтенанту Ференцу Оттингеру, бригада которого тогда дислоцировалась в Абони.
Дамьянич приказал кавалерии перейти на левый фланг, чтобы отрезать неприятеля от подкреплений, которые могли подойти из Абони.
Основную часть своей бригады Каргер разместил южнее Сольнока, между Тисой и железнодорожной линией. Центром обороны было железнодорожное депо, перед которым Каргер поставил шестифунтовую конную батарею. Батарея открыла огонь по шедшему против неё 3-му батальону, который в штыковой атаке захватил её. Одна половина гонведов, ворвавшихся в город, овладела мостом через Тису, а другая — преследовала австрийскую кавалерию к ручью Задьва. Тем временем, с опозданием, через реку переправилась и дивизия Вечея.
Каргер начал отступление к Абони, прикрываясь своей кавалерией. В это время с огромным опозданием из Абони стала прибывать австрийская помощь, но после короткого кавалерийского боя и артиллерийской дуэли имперцы отступили обратно в свой лагерь.
С победой в Сольноке все переправы через Тису оказались в руках венгерских войск. Победа дала возможность венгерской армии снова взять на себя инициативу и начать весеннюю кампанию.